# 200. Infanterie-Division (Deutsches Kaiserreich)
Die 200. Infanterie-Division war ein Großverband der Preußischen Armee im Ersten Weltkrieg.

## Geschichte
Der Großverband wurde als 200. Jäger-Division an der Ostfront aufgestellt, erhielt aber ab dem 7. August 1916 die offizielle Bezeichnung 200. Infanterie-Division. Als Rumänien in den Krieg eintrat, war die Karpathenfront der k.u.k. 7. Armee dreiseitig vom russischen (vgl. Brussilow-Offensive) und rumänischen Gegner bedroht. Die Division wurde im Ludowa-Gebiet eingesetzt und war dem Karpathenkorps unter dem Kommandierenden General von Conta unterstellt. Im August 1916 folgten Abwehrkämpfe bei Jablonitza und im Skupowogebiet. Nachdem ein Flügel der Division die Verbindung zum Nachbarn verloren hatte, musste sie etwas zurückgehen. In der Septemberschlacht im Ludowagebiet eroberte die Division bereits verlorene Frontabschnitte wieder zurück. Am 29. September 1916 klaffte eine neue breite Frontlücke zum Michalewytal, die aber geschlossen werden konnte, im Ludowagebiet folgten neuerliche Stellungskämpfe.
Zur Feier des Geburtstages des deutschen Kaisers Wilhelm II. am 27. Januar 1917 fand in Burkut ein Feldgottesdienst mit anschließender Parade statt, an der auch österreichisch-ungarische Truppen teilnahmen. Oberst Ernst von Below wurde dabei zum Generalmajor, Oberstleutnant Thümmel zum Oberst befördert. Die Division ging nach der Abwehr der russischen Kerenski-Offensive im Sommer 1917 aus dem unteren Czeremosztal zum Sereth vor und führte neue Stellungskämpfe an der Ostgrenze der wieder zurück gewonnenen Bukowina.
Mitte September 1917 erfolgte die Verlegung der 200. Division an die Italienfront, wo sie als selbstständiger Verband der „Gruppe Berrer“ bei der 14. Armee fungierte. Die Division trat am 24. Oktober während der 12. Isonzoschlacht aus dem Tolmeiner Brückenkopf heraus mit den Auftrag an, den 929 m hohen Jeza einzunehmen. Das Jäger-Bataillon 18 hatte Befehl, in das Cosizzatal hinabzusteigen um von dort den Höhenkamm des Castel del Monte zu besetzen. Bei der erfolgreichen Erstürmung des Jeza-Berges wurden Tausende von Gefangenen, 99 Geschütze, 75 MG, 45 Minen- und Granatwerfer, drei große Scheinwerfer sowie eine viele andere Bewaffnungs-, Ausrüstungs- und Bekleidungsstücke eingebracht. Am 27. Oktober nahmen Teile der Division Azzida, am 28. Oktober wurde Udine genommen und die Verfolgung der Italiener bis an die Piave fortgesetzt, wo die Offensive wieder zum Stellungskrieg überging. Am 3. November 1917 wurde die Division durch Truppen der k.u.k. 2. Isonzo-Armee abgelöst und wurde von der „Gruppe Berrer“ (Generalkommando 51), die inzwischen „Gruppe Hofacker“ hieß, in die „Gruppe Stein“ (III. Bayerisches Korps) versetzt und hier vorerst als Armeereserve verwendet. Als Armee-Reserve überschritt die Division am 9. November den Tagliamento, darauf folgten Kämpfe an der Fontana Serra.
Anfang Februar 1918 wurde die 200. Division an die Westfront abtransportiert und am Endbahnhof in Mörchingen (Lothringen) ausgeladen. Dort wurde die Division, welche bereits zu den besseren Stoßdivisionen zählte, auf die Frühjahrsoffensive vorbereitet. Ende März 1918 kam die Division im Rahmen der 2. Armee bei der „Michael-Offensive“ an der Avre beim Generalkommando 51 südöstlich von Amiens bei Moreuil zum Einsatz. Zur Angriffsvorbereitung für die Flandernschlacht nach Le Quesnoy verlegt, folgten im Juni Einsätze als Reserve am Matzabschnitt. Dann erfolgte die Zuteilung zur 7. Armee, die Mitte Juli die letzte deutsche Angriffsschlacht westlich Reims durchführte. Die 200. Division wurde zur geplanten Einnahme von Reims bestimmt, dann aber dem VIII. Reserve-Korps nachgeführt. Sie marschierte am 14. Juli im Forêt de Ris beiderseits von Tréloup zur Schlacht an der Marne auf. Sie war eine der acht deutschen Divisionen, die am 16. Juli kurzfristig im südlichen Marnebrückenkopf bei Dormans standen. Nach dem französischen Gegenangriff am 18. Juli wurde der Rückzug zur Vesle nötig. Anfang August Ende September folgten Stellungskämpfe in der Champagne. Nach dem Rückzug auf die Siegfriedlinie folgten Abwehrkämpfe vor und in der Hermannstellung. Das Kriegsende im November 1918 erfolgte für die Division vor der Antwerpen-Maas-Stellung.

### Gefechtskalender

#### 1916
- 01. bis 26. August – Kämpfe um die Baba-Ludowa und bei Jablonitza
  - 02. August – Erstürmung der Hala-Mihailewa und Hala-Lukawiec
  - 03. August – Erstürmung des Watonarka und Ludowa
  - 04. bis 6. August – Verfolgung auf Jablonitza
  - 06. August – am Plaik
- 07. August bis 2. September – Kämpfe bei Jablonitza und im Skupowogebiet
  - 11. August – Skupowa
  - 11. bis 31. August – Kämpfe auf dem Tatarenpass und im Ludowa-Gebiet
- 17. August bis 5. September – Kämpfe bei Pnewie
  - 19. bis 20. August – Erstürmung von Kreta und Stepanski
  - 21. August bis 2. September – Kämpfe um Munczel und Gora-Piaskowa
  - 27. August bis 8. September – Kämpfe bei Listowaty
- 01. bis 29. September – Septemberschlacht in den Karpaten
  - 03. bis 29. September – Schlacht im Ludowagebiet
- ab 1. Oktober – Stellungskämpfe in den Westkarpaten

#### 1917
- bis 24. Juli – Stellungskämpfe in den Westkarpaten
- 25. Juli bis 10. August – Befreiung der Bukowina
- 11. August bis 16. September – Stellungskämpfe an der Ostgrenze der Bukowina
- 16. bis 20. September – Transport aus Galizien nach Oberitalien
- 20. September bis 2. Oktober – Aufmarsch hinter der Isonzo-Front
- 03. bis 23. Oktober – Stellungskämpfe am Isonzo
- 24. bis 27. Oktober – Durchbruch durch die Julischen Alpen
  - 24. Oktober – Erstürmung der Jeza
- 28. Oktober bis 3. November – Schlacht bei Udine
  - 28. Oktober – Einnahme von Udine
- 04. bis 11. November – Verfolgung vom Tagliamento bis zur Piave
- ab 12. Oktober – Stellungskämpfe an der unteren Piave

#### 1918
- bis 22. Januar 1918 – Stellungskämpfe an der unteren Piave
- 23. Januar bis 3. Februar – Ausbildungszeit hinter der k. und k. Südwestfront in Friaul und Venezien, Transport nach Lothringen
- 04. Februar bis 27. März – Stellungskämpfe in Lothringen
- 30. März bis 6. April – Große Schlacht in Frankreich
- 07. April bis 10. Juni – Kämpfe an der Ancre, Somme und Avre
- 12. Juni bis 5. Juli – Kämpfe an der Avre und an der Matz
- 05. bis 14. Juli – Stellungskämpfe zwischen Aisne und Marne
- 15. bis 17. Juli – Schlacht an der Marne und in der Champagne
- 18. bis 25. Juli – Abwehrschlacht zwischen Soissons und Reims
- 26. Juli bis 3. August – Bewegliche Schlacht zwischen Marne und Vesle
- 07. August bis 25. September – Stellungskämpfe in der Champagne
- 26. September bis 7. Oktober – Abwehrschlacht in der Champagne und an der Maas
- 08. bis 9. Oktober – Kämpfe vor der Siegfriedfront
- 10. bis 12. Oktober – Kämpfe vor der Hunding- und Brunhild-Front
- 13. bis 18. Oktober – Kämpfe in der Hundingstellung
- 19. Oktober bis 4. November – Kämpfe vor und in der Hermannstellung
- 05. bis 11. November – Rückzugskämpfe vor der Antwerpen-Maas-Stellung
- ab 12. November – Räumung des besetzten Gebietes und Marsch in die Heimat

## Gliederung

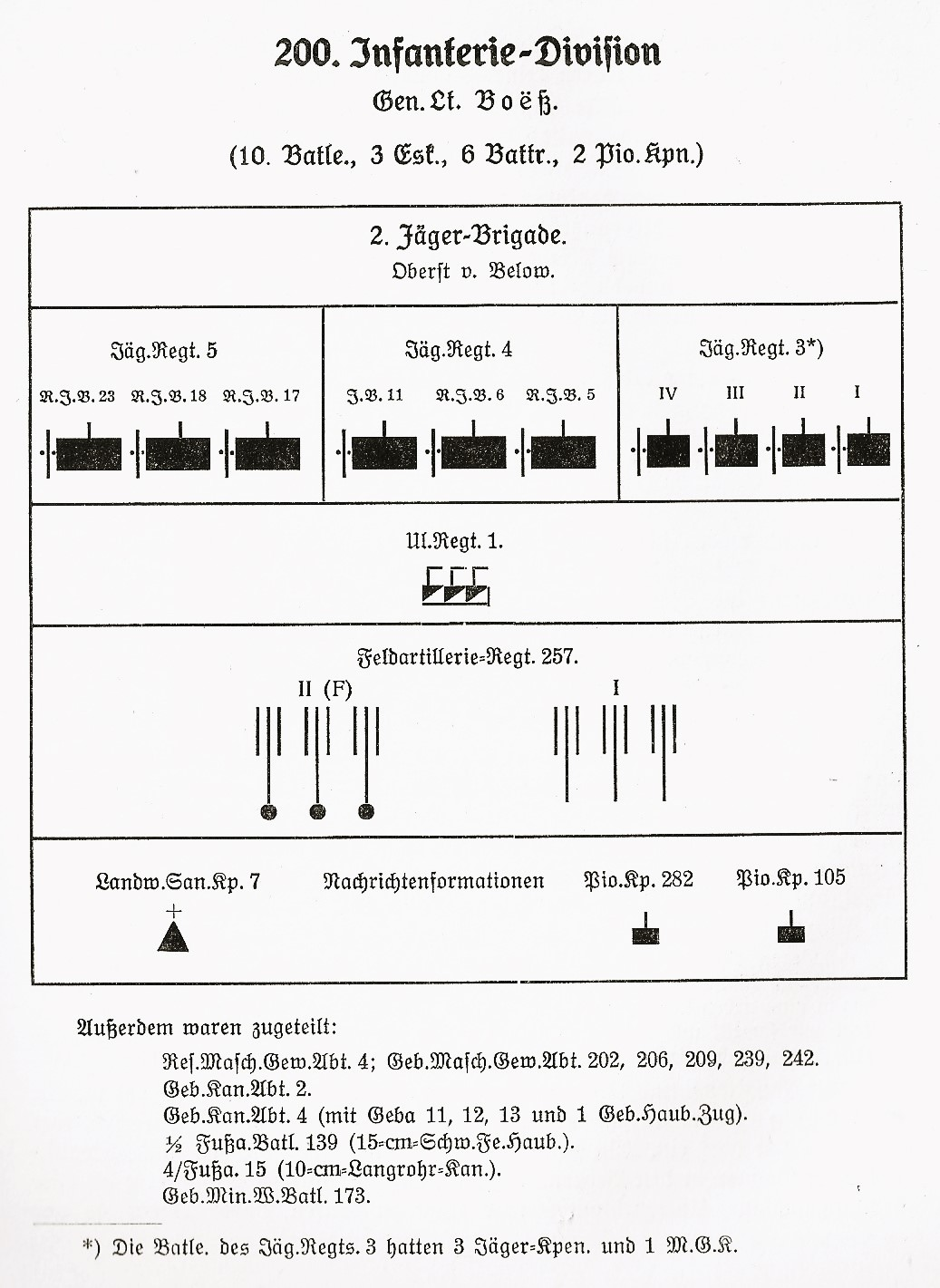
Gliederung der 200. Infanterie-Division vom 7. August 1916

### Kriegsgliederung vom 8. Februar 1918
- 2. Jäger-Brigade
  - Jäger-Regiment 3[3]
  - Jäger-Regiment 4
    - Kurhessisches Jäger-Bataillon Nr. 11
    - Reserve-Jäger-Bataillon Nr. 6
    - Reserve-Jäger-Bataillon Nr. 5

  - Jäger-Regiment 5
    - Reserve-Jäger-Bataillon Nr. 23
    - Reserve-Jäger-Bataillon Nr. 18
    - Reserve-Jäger-Bataillon Nr. 17

  - Gebirgs-MG-Abteilung Nr. 202
  - Gebirgs-MG-Abteilung Nr. 239
  - Gebirgs-MG-Abteilung Nr. 242
  - bayerische Gebirgs-MG-Abteilung Nr. 206
  - 2. Eskadron/Ulanen-Regiment „Kaiser Alexander III. von Rußland“ (Westpreußisches) Nr. 1
- Artillerie-Kommandeur Nr. 62
  - Feldartillerie-Regiment Nr. 257
  - bayerische Gebirgs-Artillerie-Abteilung Nr. 2
  - Fußartillerie-Bataillon Nr. 54
- Pionier-Bataillon Nr. 42
- Divisions-Nachrichten-Kommandeur Nr. 200

## Kommandeure
| Dienstgrad      | Name               | Datum                                |
| --------------- | ------------------ | ------------------------------------ |
| Generalleutnant | Bernhard Boeß      | 07. August 1916 bis 8. April 1917    |
| Generalleutnant | Karl Kreyenberg    | 10. bis 14. September 1917           |
| Generalmajor    | Ernst von Below    | 14. September 1917 bis 8. April 1918 |
| Generalmajor    | Karl von Kleinhenz | 09. April bis 28. Mai 1918           |
| Generalmajor    | Ernst von Below    | 29. Mai 1918 bis 6. Februar 1919     |